# Musée provincial de Savonlinna
Le Musée provincial de Savonlinna  (finnois : Savonlinnan maakuntamuseo) est situé près du château d'Olavinlinna,  à Savonlinna en Finlande.

## Présentation
C'est un musée de responsabilité régionale détenu et exploité par la ville de Savonlinna, qui est responsable du développement des opérations muséales régionales de Savonie du Sud et des tâches liées à l'environnement culturel bâti et au patrimoine culturel archéologique. Le musée se concentre sur l'histoire culturelle de la province et la recherche et la présentation de l'histoire de la voile sur le lac Saimaa et son animal emblématique, le Phoque marbré du lac Saimaa .
Le musée est installé dans un ancien entrepôt de céréales en brique conçu par l' architecte Ernst Bernhard Lohrmann, qui a été achevé en 1852. Le musée provincial de Savonlinna a été ouvert au public en 1985. Le musée était basé sur les collections de la Guilde de St. Olav précédemment conservées à Olavinlinna.

## Centre de la nature du lac de Saimaa
Le Centre de la nature et de la culture Saimaa  fonctionne également en collaboration du Metsähallitus (direction des forëts).  Il présente aussi le milieu naturel de Saimaa, sa diversité et ses espèces les plus célèbres, le Phoque marbré du lac Saimaa. 
Il informe aussi sur les sites environnants : 
- le Parc national de Kolovesi,
- le Parc national de Linnansaari,
- le Lac Pihlajavesi,
- la réserve naturelle de Punkaharju et celle de Siikalahti (à Parikkala) .

## Navires présentés
En été, la jetée du musée abrite : 
- l'unique remorqueur à vapeur Ahkera (1871),
- le bateau à vapeur Salama (1874),
- le bateau à passagers Savonlinna (1904),
- le paquebot Mikko (1914).

À l'exception d'un temps d'orage, les navires sont toujours opérationnels et opèrent occasionnellement dans différentes parties du lac Saimaa.

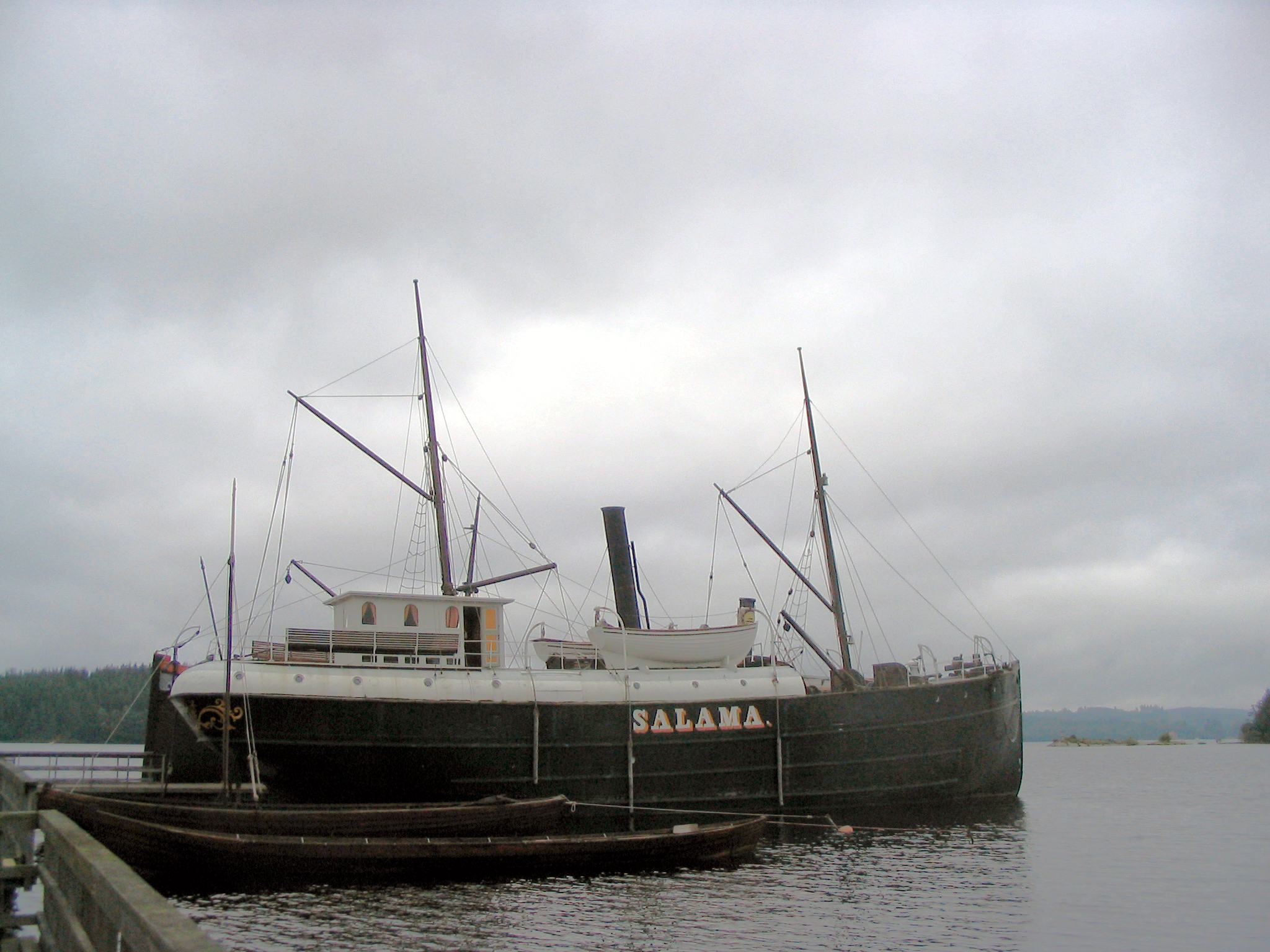
S/S Salama
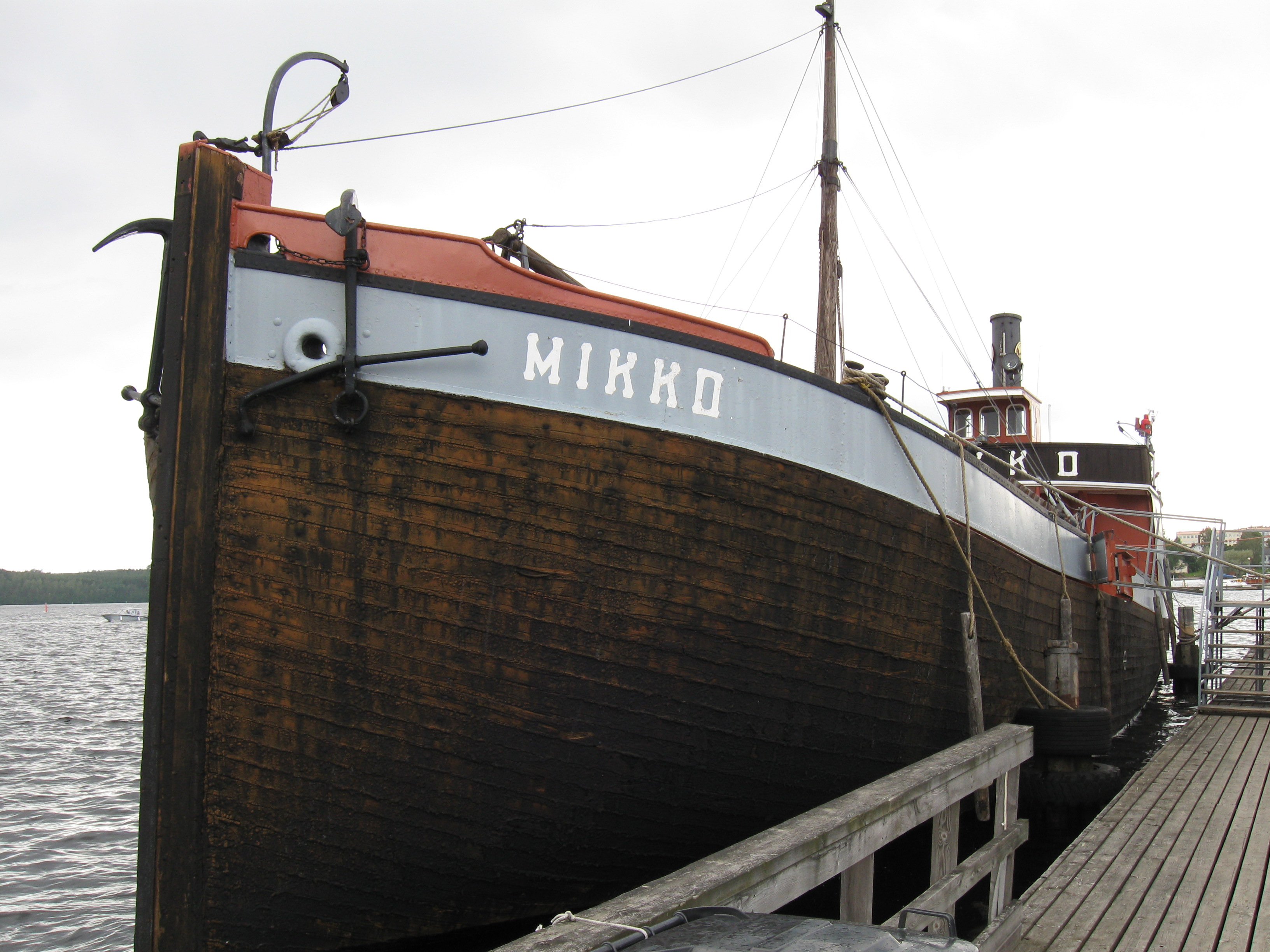
S/S Mikko
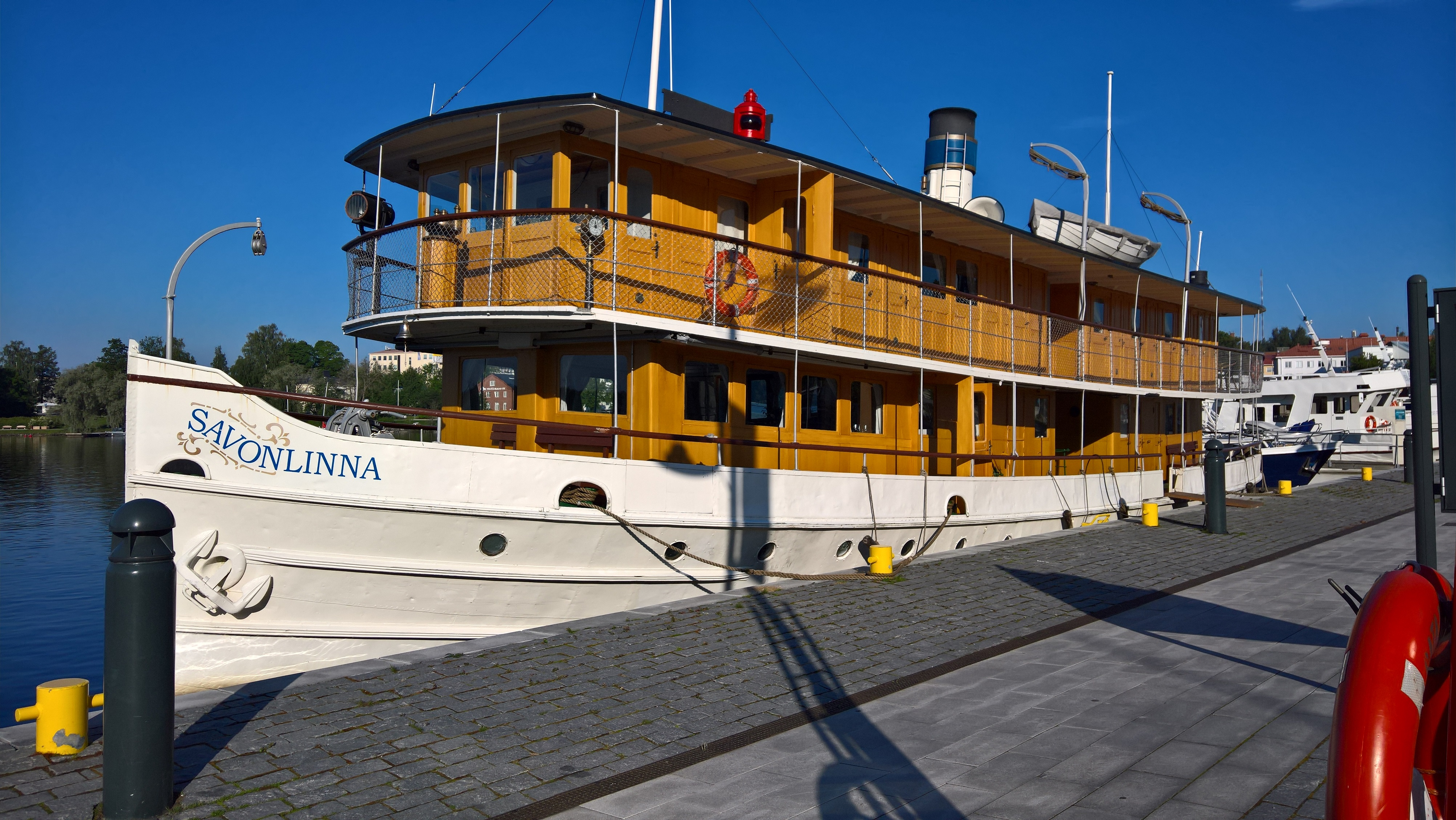
S/S Savonlinna
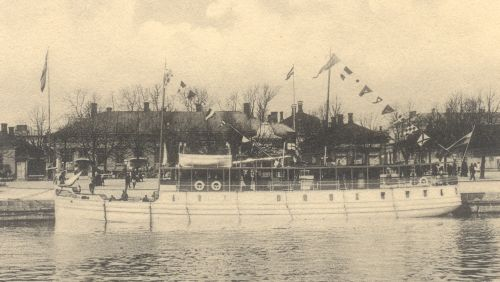
S/S Ahkera (archive)

## Rénovation du musée
La rénovation du musée a commencé en décembre 2019 et devrait s'achever en janvier 2021. Le coût estimé du projet était de 2,8 millions d'euros. Lors de la rénovation, les locaux du musée ont été rénovés notamment en termes d'entrée et de service client. De plus, la technologie du bâtiment a été renouvelée et les dommages causés par l'humidité ont été réparés.